# 휘트니 휴스턴의 비디오그래피
휘트니 휴스턴 활동 기간 동안 많은 유명 감독들과 작업하며 수 십편에 달하는 뮤직비디오를 발표했다.

## 뮤직 비디오 목록

### 1980년대
| 연도 | 제목                                                  | 감독                                    | 비고 |
| ---- | ----------------------------------------------------- | --------------------------------------- | --- |
| 1985 | "You Give Good Love"                                  | 마이클 린지 호그 (Michael Lindsay-Hogg) | - 휴스턴이 새단장한 클럽 무대에서 공연 리허설 중인 가운데 비번인 카메라맨이 들어온다. 카메라맨은 그녀의 인상적인 공연에 깜짝 놀라며 그녀의 공연을 촬영하기 시작한다. |
| 1985 | "Saving All My Love for You"                          | 스튜어트 옴 (Stuart Orme)               | - 휴스턴은 이 비디오에서 가사의 내용처럼 가족을 우선시하는 유부남에 대해 자신의 사랑을 간직하는 한 여인을 연기한다. - 수상 ― 1986 아메리칸 뮤직 어워드, 소울/R&B부문 최고 인기 뮤직비디오 |
| 1985 | "How Will I Know"                                     | 브라이언 그랜트 (Brian Grant)           | - 이 비디오는 알록달록하게 색이 칠해진 칸막이와 비디오 스크린이 미로처럼 배치된 세트에서 촬영되었다. 메탈 메시 재질의 소매없는 회색 드레스를 입고 큰 헤어 밴드를 한 휴스턴이 검은 의상을 입은 댄서들과 생기있는 장면들을 연출해낸다. - 비디오 끝 무렵에 아레사 프랭클린의 "Freeway of Love" 비디오에서 발췌된 아레사의 모습이 잠깐 등장한다. - 수상 ― 1986년 MTV 비디오 뮤직 어워드, 최우수 여자 가수 비디오                                                                                              |
| 1986 | "Greatest Love of All"                                | 피터 이스라엘슨 (Peter Israelson)       | - 1986년 봄 아폴로 극장에서 촬영된 이 비디오에서 휴스턴은 공연을 막 앞두고 있는 성공한 가수로 출연한다. 그녀는 소녀 시절 같은 곳에서 열린 노래 경연대회에 참가해 노래했던 순간을 회상한다. - 수상 ― 1987 아메리칸 뮤직 어워드, 소울/R&B부문 최고 인기 비디오 |
| 1987 | "I Wanna Dance with Somebody (Who Loves Me)" (버전 1) | 브라이언 그랜트 (Brian Grant)           | - 비디오의 도입부에서 그녀는 무대에서 공연을 끝내고 백스테이지로 걸어 들어온다. 그 때부터 화면은 흑백에서 좀 더 생기있고, 다채로운 색깔의 이미지로 전환된다. 몸을 감싸는 짙은 자주색의 드레스, 높이 솟은 곱슬머리 가발 그리고 흔들거리는 색색깔의 귀걸이를 한 휴스턴은 카메라를 응시한 채 노래를 부르고, 일련의 댄서들은 그녀가 여러 벌의 클럽용 의상들로 옷을 바꿔입으며 화면이 전환될 때 번쩍 거리는 형광 배경 속에서 그들의 움직임을 과시한다. - 후보 ― 1988 소울트레인 뮤직 어워드, 최우수 뮤직비디오 |
| 1987 | "I Wanna Dance with Somebody (Who Loves Me)" (버전 2) | 브라이언 그랜트 (Brian Grant)           | - 스튜디오 촬영 장면들만 담은 버전으로 버전 1에서는 볼 수 없었던 몇몇 장면들이 추가되었다. |
| 1987 | "Didn't We Almost Have It All" (라이브)               | 빈칸                                    | - Moment of Truth World Tour 미국 일정 중에서 뉴욕 주의 새러토가 스프링스에서의 공연 장면을 담았다. (1987년 9월) - 이 비디오는 1987 MTV 비디오 뮤직 어워드에서 처음 공개되었다. |
| 1987 | "So Emotional"                                        | 웨인 아이샴(Wayne Isham)                | - 공연 전 리허설과 공연하는 모습을 담은 비디오는 1987년 10월 21일, 펜실베이니아주 리하이 대학교의 스태블러 아레나에서 촬영되었다. 실제 콘서트 같은 분위기를 내기 위해 3열의 무대를 마련했고, 공연 전 지역의 레코드 가게에서 무료로 티켓을 배포해 관객들을 동원했다. |
| 1988 | "Where Do Broken Hearts Go"                           | 피터 이스라엘슨 (Peter Israelson)       | - 휴스턴의 뮤직비디오들 가운데 줄거리를 가진 몇 안 되는 비디오로 두 남녀가 짧은 이별 뒤에 재결합하는 내용을 담고 있다. |
| 1988 | "Love Will Save the Day" (라이브)                     | 제프 마골리스 (Jeff Margolis)           | - 1987년 8월 2일, 인디애나주 노터데임 스타디움에서 열렸던 스페셜 올림픽 개회식에서의 공연 장면 |
| 1988 | "One Moment in Time" (버전 1과 2)                     | 빈칸                                    | - 두 가지 버전 모두에 휴스턴은 등장하지 않는다. 3분 정도로 편집된 버전 1의 전반부는 올림픽 메달리스트가 되기 위해 꿈을 키우는 아이들의 모습을 담고 있고, 후반부는 1988 서울 올림픽에서의 경기 장면들을 포함해서 다양한 스포츠 경기에서의 선수들의 모습을 담고 있다. 버전 2에는 메달을 획득한 선수들의 모습을 포함해서 서울올림픽과 관련된 장면들만 편집되어 있다. |

### 1990년대
| 연도 | 제목                                                                                         | 감독                                                    | 비고 |
| ---- | -------------------------------------------------------------------------------------------- | ------------------------------------------------------- | --- |
| 1990 | "I'm Your Baby Tonight" (미국 버전) (LA & Babyface Mix)                                      | 쥴리엔 템플 (Julien Temple)                             | - 휴스턴은 거울을 매개로 서로 다른 시간과 공간을 넘나든다. 시간 여행 동안 그녀는 영화계, 음악계의 세 전설들의 모습으로 등장하는데, 남자 정장 차림으로 유명했던 마를레네 디트리히, 모타운 레코드사의 전성기를 이끌었던 아티스트들 중 하나인 슈프림스 그리고 영화 《퍼니 페이스》에서의 오드리 헵번으로 각각 분해 그들에게 경의를 표한다. |
| 1990 | "I'm Your Baby Tonight" (미국 외 지역 버전) (Yvonne Turner Remix Edit)                       | 쥴리엔 템플 (Julien Temple)                             | - 휴스턴은 거울을 매개로 서로 다른 시간과 공간을 넘나든다. 시간 여행 동안 그녀는 영화계, 음악계의 세 전설들의 모습으로 등장하는데, 남자 정장 차림으로 유명했던 마를레네 디트리히, 모타운 레코드사의 전성기를 이끌었던 아티스트들 중 하나인 슈프림스 그리고 영화 《퍼니 페이스》에서의 오드리 헵번으로 각각 분해 그들에게 경의를 표한다. |
| 1991 | "All the Man That I Need"                                                                    | 피터 이스라엘슨 (Peter Israelson)                       | - 집 내부처럼 꾸민 세트와 극장 무대에서 촬영된 장면들로 주로 구성되어 있고, 큰 격자 창문을 매개로 하여 두 장소가 전환된다. 휴스턴은 그녀 이름의 첫 머리글자 "WH"가 수놓아진 검은색 터틀넥과 어깨가 드러나는 벨벳 드레스를 입고 등장한다. |
| 1991 | "The Star Spangled Banner"                                                                   | 밥 베스트 (Bob Best)                                    | - 1991년 1월 27일, 제25회 슈퍼볼 경기에서의 미국 국가 공연 실황 - 이 공연 장면은 1991년 2월 8일 VHS 비디오 싱글로 발매되었고, 미국 음반 산업 협회(RIAA)로부터 2× 플래티넘 (200,000만개 출하)을 인증받았다. |
| 1991 | "Miracle"                                                                                    | 짐 유키치 (Jim Yukich)                                  | - 휴스턴이 작은 원형 극장에서 사다리 모양의 의자나 벽에 기대 노래 부르는 장면을 담은 흑백 비디오로 휴스턴의 노래 장면 사이사이 다양한 상황 속에서의 인물 흑백 사진들이 교차 편집되어 있다. |
| 1991 | "My Name Is Not Susan" (버전 1)                                                              | 라이오넬 마틴 (Lionel Martin)                           | - 비디오의 여러 요소가 앨프리드 히치콕의 영화 《현기증 (Vertigo)》에서 영감을 받았다. 휴스턴은 그녀 자신과 사진 작가의 의뢰인 수잔의 1인 2역을 연기한다. 히치콕의 영화에서처럼 매력 넘치는 금발 여성을 집착적으로 사랑해 (같은 여배우에 의해 연기되는) 갈색 머리 여성을 금발의 여성으로 만드려고 시도하는 남자가 등장한다. - 마이크 타이슨이 카메오로 잠깐 출연한다. |
| 1991 | "My Name Is Not Susan" (버전 2) (L.A. Reid & Babyface Remix 피처링 모니 러브)                | 라이오넬 마틴 (Lionel Martin)                           | - 버전 1에 랩퍼 모니 러브가 등장하는 장면들이 추가되었고, 노래는 러브의 랩이 포함된 L.A. Reid & Babyface Remix 버전이 사용되었다. |
| 1991 | "My Name Is Not Susan" (버전 3) (Waddell 7" Mix)                                             | 빈칸                                                    | - 휴스턴의 I'm Your Baby Tonight World Tour 일정 중 1991년 5월 11일 오클랜드 콜리세움에서의 공연 장면과 그녀의 이전 뮤직비디오의 장면들이 교차 편집되어 있다. |
| 1991 | "I Belong to You"                                                                            | 빈칸                                                    | - "My Name Is Not Susan" 뮤직 비디오에서 발췌된 장면들과 촬영 동안의 추가 장면들이 담긴 몽타주 비디오 |
| 1992 | "I Will Always Love You"                                                                     | 닉 브란트(Nick Brandt)                                  | - 비디오는 영화 《보디가드》의 끝장면에서 휴스턴이 이 곡을 부르는 장면에서 시작된다. 그러다 짙은 남색 정장을 입고 빈 극장의 무대 위에 앉아 노래를 부르는 휴스턴의 장면으로 전환되고, 휴스턴의 노래 사이사이에 영화의 장면들이 그녀의 회상을 다시 체험하게 하는 듯 배치되어 등장한다. - 뮤직비디오가 공개되었을 때 감독의 이름이 앨런 스미시(감독이 자신의 이름이 그 프로젝트에 관련있다는 것을 드러내고 싶지 않아 쓰는 가명)로 알려졌으나 후에 닉 브란트로 밝혀졌다. - 수상 ― 1993년 피플스 초이스 어워드, 가장 인기있는 최신 뮤직비디오                     |
| 1993 | "I'm Every Woman"                                                                            | 랜디 세인트 니콜라스 (Randee St. Nicholas)              | - 만삭의 휴스턴이 스튜디오에서 촬영한 장면들 사이에 영화 《보디가드》의 장면들이 등장하는 뮤직비디오. 어머니 씨시 휴스턴, 원곡자인 샤카 칸, 곡의 공동 작곡자인 발레리 심슨, 레코드사 동료인 TLC가 카메오로 출연한다. |
| 1993 | "I Have Nothing"                                                                             | S.A. 바론 (S.A. Baron)                                  | - 휴스턴이 클레오파트라에게서 영향받은 듯한 구슬 달린 헤드피스를 쓰고 노래하는 장면과 그녀가 영화 《보디가드》에서 이 곡을 부르던 저녁 파티씬 장면들이 번갈아가며 등장한다. 그 장면들 사이에 영화 내용의 절정인 오스카 시상식 씬들이 배치되어 있다. |
| 1993 | "Run to You"                                                                                 | 미첼 시노웨이 (Mitchell Sinoway)                        | - 휴스턴이 구름 위를 달리는 장면과 노래하는 휴스턴을 클로즈업한 장면들 사이로 영화 상에서 레이첼 마론(휘트니 휴스턴)과 프랭크 파머(케빈 코스트너)가 어떻게 사랑에 빠지게 되었는지 간략하게 보여주는 장면들이 등장한다. |
| 1994 | "Queen of the Night"                                                                         | 믹 잭슨 (Mick Jackson)                                  | - 이 비디오에서 휴스턴의 공연, 그녀의 금속 의상, 촬영 세트 등은 모두 프리츠 랑의 1927년 흑백 무성영화 《메트로폴리스(Metropolis) 》에서 영감받은 것이다. - 무대 뒤에서 멀티 스크린을 통해 《메트로폴리스》의 장면들이 상영되고 있는 가운데, 휴스턴은 나이트클럽 무대에서 그 영화 속 브리기테 헬름의 영향을 받은 의상을 입고 공연한다. |
| 1995 | "Exhale (Shoop Shoop)"                                                                       | 포리스트 휘터커 (Forest Whitaker)                       | - 비디오는 주로 휴스턴을 클로즈업해서 보여주는 것에 초점을 맞추고 있다. 이것은 메시지를 직접적으로 전달하는 효과를 내기 위해 카메라가 얼굴에 집중되길 원했던 그녀의 의도가 반영된 것이었다. |
| 1996 | "Count on Me" (씨씨 와이난스와의 듀엣곡)                                                     | 웨인 아이샴 (Wayne Isham)                               | - 라이브 콘서트 촬영으로 유명한 감독인 웨인 아이샴이 감독한 콘서트 컨셉의 비디오. 흑백으로 촬영된 비디오의 전반부에는 휴스턴과 와이난스가 작은 극장에서 리허설하는 장면을 담고 있고, 칼라 화면으로 전환된 후반부에는 그들이 관객 앞에서 노래하는 모습을 담고 있다. 중간중간 영화 《사랑을 기다리며 (Waiting to Exhale)》의 장면들이 삽입되어 있다. |
| 1996 | "Why Does It Hurt So Bad" (라이브)                                                           | 브루스 고어스 (Bruce Gowers), 트로이 밀러 (Troy Miller) | - 1996년 6월 8일, 캘리포니아주 버뱅크에서 열렸던 1996 MTV 무비 어워드에서의 라이브 공연실황 |
| 1996 | "I Believe in You and Me"                                                                    | F. 개리 그레이 (F. Gary Gray)                           | - 나무에 크리스마스트리용 전구들이 매달려 있는 야외 세트장에서, 휴스턴은 나무에 기대거나 혹은 오케스트라에 둘러싸여 노래를 부른다. 뉴욕주 피시킬의 숲 속에서 촬영된 이 장면들 사이에 영화 《목사의 아내 (The Preacher's Wife)》의 장면들이 등장한다. |
| 1997 | "Step by Step"                                                                               | 폴 헌터 (Paul Hunter)                                   | - 갈색 코트를 입고 중앙 무대 위에서 노래를 부르며 춤을 추는 휴스턴과 무대 주변에서 함께 춤을 추는 댄서들이 등장한다. 그 장면 사이에 청소년들이 화재가 난 청소년 회관을 복구하는 장면들이 삽입되어 있다. |
| 1998 | "When You Believe" (머라이어 캐리와의 듀엣곡)                                                | 필 조아누 (Phil Joanou)                                 | - 애니메이션 영화 《이집트의 왕자 (The Prince of Egypt)》의 배경화면들과 유사하게 그려진 대형 스크린 중 하나가 올라가면서 휴스턴이 등장해 노래의 1절을 부르고, 머라이어 캐리도 같은 방식으로 나타나 2절을 노래한다. 콘서트 무대와 유사하게 꾸며진 세트장에서 무대 앞에 설치된 3개의 대형 비디오 스크린을 통해 애니메이션의 주요 장면들이 상영되는 가운데, 관객들의 환호를 받으며 둘은 공연을 마무리한다. 공연 장면 사이에 두 가수의 백스테이지에서 모습들이 흑백 화면으로 삽입되어 있다.                                                                     |
| 1998 | "When You Believe" (대체 버전)                                                               | 메리 램버트 (Mary Lambert)                              | - 1998년 12월 13일 NBC에서 방영된 특집 프로그램 When You Believe: Music Inspired by the Prince of Egypt에서 방송되었던 버전으로, 교회 중앙에 설치된 돌로 만큰 큰 제단을 본뜬 무대 위에서 두 가수가 노래 부르는 장면만이 담겨 있다. |
| 1999 | "Heartbreak Hotel" (피처링 페이스 에번스와 켈리 프라이스) + Hex Hector Radio Mix version     | 케빈 브레이 (Kevin Bray)                                | - 커다란 흰색 인조 모피코트, 루비색 가운 등을 입고 등장하는 휴스턴은 이 비디오에서 자신의 디바 이미지를 한껏 드러낸다. 그녀는 비디오 후반부에 남자로 인해 상처입은 여성의 태도 변화를 암시하듯 내내 입고 있던 흰색 모피코트를 바다에 던진다. - 1999년 1월 5-6일에 마이애미의 여러 장소―근처의 공항 격납고, 내셔널 호텔, 마이애미 비치―에서 촬영되었다. - 후보 - 1999 MTV 비디오 뮤직 어워드, 최우수 R&B 비디오 |
| 1999 | "It's Not Right But It's Okay" + Thunderpuss Mix version + Rodney Jerkins Smooth Mix version | 케빈 브레이 (Kevin Bray)                                | - 가끔씩 불빛이 번쩍이는 까만 배경을 뒤에 두고 끈 없는 가죽 가운을 입은 휴스턴이 유리 탁자 주변에서 노래 부르는 장면들을 주로 담고 있다. 다른 인종의 많은 수의 여성들이 휴스턴 뒤에서 코러스 부분을 노래한다. |
| 1999 | "My Love Is Your Love" (버전 1) + Jonathan Peters' Radio Mix version                         | 케빈 브레이 (Kevin Bray)                                | - 휴스턴은 이 비디오에서 당시의 로린 힐을 떠올리게 하는 머리 모양과 의상(짧은 아프로 헤어스타일과 데님 자켓)으로 등장한다. 비디오 후반부의 거리 파티씬에서는 휴스턴 뒤로 곡의 공동 작곡자겸 프로듀서인 와이클레프 장의 모습이 보인다. |
| 1999 | "I Learned from the Best" + HQ2 Uptempo Mix version                                          | 케빈 브레이 (Kevin Bray)                                | - 1999년 10월 7일, 당시 My Love Is Your Love World Tour 유럽 일정 중에 있던 휴스턴은 독일의 쾰른 스포츠 아레나에서 이 비디오를 촬영했다. 촬영 및 준비과정은 1999년 11월 2일 MTV의 《메이킹 더 비디오 (Making the Video)》프로그램을 통해 방영되었고, 그 방송에서 감독 케빈 브레이는 이 비디오의 컨셉에 대해 "스튜디오 관객 앞에서 한 여가수가 그 곡을 처음으로 공연하고 있고, 객석이 아닌 다른 곳에서 그 공연을 보던 그녀의 전 남자 친구는 처음에는 그 노래가 무엇에 관한 것인지 모르다가 나중에야 자신과 관련된 노래라는 것을 알게 된다"는 것이라고 밝혔다. |
| 1999 | "My Love Is Your Love" (버전 2, 라이브)                                                      | 쥴리아 노울스 (Julia Knowles)                           | - 1999년 11월 11일 아일랜드 더블린에서 열린 1999 MTV 유럽 뮤직어워드에서 "Get It Back"과의 메들리 공연을 편집한 버전 |

### 2000년대
| 연도 | 제목                                                              | 감독                                 | 비고 |
| ---- | ----------------------------------------------------------------- | ------------------------------------ | --- |
| 2000 | "Could I Have This Kiss Forever" (엔리케 이글레시아스와의 듀엣곡) | 프란시스 로렌스 (Francis Lawrence)   | - 젊은 남녀들이 집 내부에서 파티를 즐기고 있는 동안 휴스턴과 엔리케는 집의 서로 다른 곳에서 노래를 부르다가 곡의 브릿지 부분에서 만나 함께 노래를 부른다. 비디오 내내 전체적인 화면은 어둡게 유지되는 가운데, 나무 창살 사이로 비치는 빛으로 시간의 흐름을 표현하고 있다. |
| 2000 | "If I Told You That" (조지 마이클과의 듀엣곡)                     | 케빈 브레이 (Kevin Bray)             | - 휴스턴과 마이클이 처음에는 나이트 클럽의 서로 다른 장소에 있다가 결국에는 댄스 플로어에서 만나 관객들에 둘러싸여 함께 춤을 추는 장면을 담은 비디오. |
| 2000 | "Fine"                                                            | 케빈 브레이 (Kevin Bray)             | - 옥상 칵테일 파티에서 노래 부르는 휴스턴을 담고 있다. 바비 브라운이 카메오로 출연. |
| 2002 | "Whatchulookinat"                                                 | 케빈 브레이 (Kevin Bray)             | - 이 비디오는 휴스턴의 사생활에 깊게 간섭하는 대중 매체들에 대한 그녀의 대답으로 간주된다. 비디오에는 머리 위 카메라와 벽 거울이 설치된 흰 색 세트장에서 촬영된 장면과 1950년대 사진 기자처럼 옷을 입은 어린이들과 구식 카메라가 그려진 배경막 앞에서 찍은 장면들이 교차 편집되어 등장한다. - 이 비디오는 Just Whitney... 앨범의 특별 한정판 보너스 DVD에 수록되어 발매되었다. |
| 2002 | "Love to Infinity Megamix"                                        | 빈칸                                 | - "I Wanna Dance with Somebody (Who Loves Me)", "So Emotional", "I'm Your Baby Tonight", "I'm Every Woman" 그리고 "It's Not Right But It's Okay"의 리믹스 버전들이 메들리 형식으로 엮여 있는 메가믹스의 몽타주 비디오. - Just Whitney... 특별 한정판의 보너스 DVD에 수록되어 있다. |
| 2002 | "One of Those Days"                                               | 케빈 브레이 (Kevin Bray)             | - 줄거리는 휴스턴과 그녀의 친구들이 기분 전환을 위해 하루를 즐기는 일들을 중심으로 전개된다. 그들은 스파에서 하루 중 가장 좋은 시간을 보낸 뒤 클럽에서 그들의 저녁시간을 마무리한다. 론 아이슬리가 클럽씬에 카메오로 출연한다. |
| 2003 | "Try It on My Own"                                                | 데이비드 라샤펠 (David LaChapelle)   | - 비디오는 음악 산업계의 내부 인사들이 휴스턴이 무대에 나타나기를 기다리는 장면으로 시작한다. 휴스턴이 이 곡을 노래하기 시작하자 무대 앞에서 "Over the Rainbow"의 가사가 적힌 판을 들고 있던 사람들과 내부 인사들은 당황해 한다. 이 장면은 2000년 72회 아카데미 시상식 리허설에서 "Over the Rainbow"를 부르기로 예정되어 있던 휴스턴이 그 노래를 부르지 않고 다른 노래를 불러 시상식의 음악 감독이었던 버트 배커랙에 의해 해고당했던 일을 패러디한 것이다. 그 후 비디오는 휴스턴이 가스펠 합창단과 함께 그녀에게 환호를 보내는 팬들 앞에서 노래를 부르는 장면으로 전환된다. - 이 비디오는 2003년 5월 20일 "One of Those Days" 비디오가 함께 수록된 DVD 싱글로 발매되어 그 해 9월에 미국 음반 산업 협회(RIAA)로부터 25,000장의 출하를 의미하는 골드 인증을 받았다. |
| 2009 | "I Look to You"                                                   | 멜리나 매트수카스 (Melina Matsoukas) | - 베이지색과 회색의 배경막 앞에서 노래를 부르는 휴스턴을 여러 각도에서 잡는다. 그녀는 스포트라이트를 받으며 콘크리트 벽돌 위에 앉아있다. 비디오가 끝을 향해 가면서 그녀 주위로 꽃잎들이 흩날리며 떨어진다. - 2009년 9월 10일 휴스턴의 공식 웹사이트상에 처음으로 공개되었다. - 수상 ― 2010 NAACP 이미지 어워드, 가장 뛰어난 뮤직 비디오 |
| 2009 | "Million Dollar Bill"                                             | 멜리나 매트수카스 (Melina Matsoukas) | - 인조 모피 코트를 입은 휴스턴이 차에서 내려 세탁소에 들어서면서 비디오는 시작되고, 그녀는 주방을 거쳐 클럽 안으로 들어간다. 주방을 빠져 나오자마자 음악은 시작되고 그녀는 클럽의 작은 무대 위에 올라 노래를 부른다. 은색의 반짝거리는 긴 드레스를 입은 휴스턴이 지폐들이 주변에 흩날리는 곳에서 빠져 나오면서 비디오는 끝난다. |

### 2010년대 (사후)
| 연도 | 제목                                   | 감독                         | 비고 |
| ---- | -------------------------------------- | ---------------------------- | --- |
| 2012 | "Celebrate" (조딘 스파크스와의 듀엣곡) | 마커스 라보이 (Marcus Raboy) | - 스파크스가 자신의 집에서 영화 《스파클 (Sparkle)》의 동료 출연진들과 함께 파티를 열며 이 곡을 노래하는 장면들 사이에 영화 속 휴스턴의 모습들이 등장한다. 비디오 끝 부분에 스파크스는 휴스턴의 3집 앨범 I'm Your Baby Tonight 앨범 커버가 그려진 티셔츠를 입고 나오기도 한다. 비디오는 "휘트니 휴스턴을 추억하며" (In loving memory of Whitney Houston 1963-2012)라는 문구가 화면에 등장하며 끝을 맺는다. |
| 2012 | "Never Give Up"                        | 빈칸                         | - 이 비디오는 화면에 곡의 가사만 등장하는 비디오로 휴스턴의 사후 컴필레이션 앨범 I Will Always Love You: The Best of Whitney Houston을 홍보하기 위해 2012년 11월 6일 휴스턴의 공식 VEVO 채널에 게시되었다. |

### 찬조 출연
| 연도 | 제목                                                                          | 감독                          | 비고 |
| ---- | ----------------------------------------------------------------------------- | ----------------------------- | --- |
| 1986 | "Stop the Madness" (스톱 더 매드니스의 일원)                                  | 존 랭글리 (John Langley)      | - 당시 영부인이었던 낸시 레이건도 출연했던 첫 번째 마약반대 비디오로 휴스턴은 다른 보컬리스트들과 함께 녹음실에서 솔로 부분과 코러스를 노래한다. 이 뮤직비디오는 미국의 청소년들이 마약의 유혹을 뿌리칠 수 있도록 하기 위한 시도 중에서 '마약 없는 사회를 위한 연예산업 협의회'에 의해 창안되었다.                                                                                 |
| 1986 | "King Holiday" (더 킹 드림 코러스 앤 할리데이 크루의 일원)                    | 마이클 클라크 (Michele Clark) | - 이 비디오는 애틀랜타에 위치한 '비폭력적인 사회 변화를 위한 마틴 루터 킹 쥬니어 센터'에서 촬영되었다. 뉴욕과 로스앤젤레스에서도 촬영되었으나 비디오에 참여한 대부분의 사람들은 그 센터에 모여 촬영에 임했고, 휴스턴이 등장하는 씬은 다른 장소에서 촬영되었다. |
| 1989 | "Celebrate New Life" (비비 앤 씨씨 와이난스의 곡)                             | 제프 짐머만 (Jeff Zimmerman)  | - 비디오의 거의 끝 무렵에 비비와 씨씨가 공연하고 있는 무대에 등장하여 자신의 파트를 노래하며 함께 공연한다. |
| 1989 | "It Isn't, It Wasn't, It Ain't Never Gonna Be" (아레사 프랭클린과의 듀엣곡)   | 빈칸                          | - 휴스턴의 "So Emotional"과 프랭클린의 "Freeway of Love" 뮤직비디오의 장면들을 짜깁기 한 비디오. |
| 1993 | "Light of Love" (앤지 앤 데비 와이난스의 곡)                                  | 빈칸                          | - 휴스턴이 백코러스 부분을 노래하기 위해 비디오의 후반부에 등장한다. |
| 1994 | "Something in Common" (바비 브라운과의 듀엣곡)                                | 앤디 모라한 (Andy Morahan)    | - 당시 부부였던 휴스턴과 브라운이 첫 딸 출산 후 몇 달 지나지 않아서 촬영했던 비디오로 집 안의 수영장에서 즐거운 한 때를 보내고 있는 그들의 모습이 주로 담겨 있다. |
| 1997 | "Feelin' Inside"                                                              | 스콧 캘버트 (Scott Calvert)   | - 휴스턴이 찬조출연한 바비 브라운의 비디오. 휴스턴이 "Nobody Does It Better"를 짧게 부르면서 비디오는 시작되고, 그녀는 브라운의 치료사를 연기한다. 흰색 방에서 촬영된 장면들에서 카메라는 휴스턴의 얼굴을 확실히 보여주지 않고 그녀의 다리, 눈 혹은 입술만 보여주다가 그녀가 "브라운씨, 내일 다시 당신을 보러 올게요"라고 말하면서 방을 떠날 때 그녀가 휴스턴임을 비로소 보여준다. |
| 2002 | "Down 4 U" (어브 고티 피처링 자 룰, 아샨티, 바이타 그리고 찰리 볼티모어의 곡) | 빈칸                          | - 휴스턴과 바비 브라운이 해변에서 샴페인을 마시는 장면이 약 5초 정도 등장한다. |
| 2003 | "Dance with My Father"                                                        | 다이앤 마텔 (Diane Martel)    | - 루서 밴드로스가 부른 곡으로 휴스턴은 이 뮤직비디오를 위해 자신의 사진 두 장을 제공했다. 한 장은 루서가 그녀를 번쩍 안아 들어올린 채 찍은사진이고, 다른 한 장은 휘트니의 결혼식 때 그녀와 아버지 존 휴스턴과 함께 찍은 사진이다. |

## 같이 보기
- 가장 많은 음반을 판 음악가 목록